# Morristown (Tennessee)
Morristown város az Amerikai Egyesült Államok Tennessee államában, Hamblen megyében, melynek megyeszékhelye is, valamint Jefferson megyében. Lakosainak száma 30 431 fő (2020. április 1.).

## Népesség
A település népességének változása:

| 2010 | 29 137 |
| 2020 | 30 431 |